# ویلیام نهم، کنت پواتیه
ویلیام (۱۷ اوت ۱۱۵۳ – آوریل ۱۱۵۶) نخستین فرزند هنری دوم (پادشاه انگلستان) و همسرش الینور از آکیتن بود. او در نرماندی در همان روزی به دنیا آمد که رقیب پدرش یوستاس چهارم بولانی درگذشت.
ویلیام در آوریل ۱۱۵۶ در سن دو سالگی در قلعه والینگفورد در اثر تشنج درگذشت. او در دیر ردینگ پای آرامگاه پدر مادربزرگش هنری یکم به خاک سپرده شد.